# Historizálás (heraldika)
A historizálás címertani fogalom, a címerelmélet egyik részterülete. Részben azonos a címerdiagnosztikával. Fogalmát és metodikáját a 19. századi német heraldikusok határozták meg. Feladata a címer kronológiai változatainak és ezek okainak felderítése addig a pillanatig, amilyenként ismerjük. Minden változásnak történeti alapja van, innen ered ezen vizsgálati módszer neve is.
Névváltozatok:

címerisme

de: historisierung

Rövidítések
A címerek történeti fejlődését, a divatok, stílusok szerepét vizsgálja a címerek megszerkesztésében. Felderíti a címerbővítéseket, ezek változásait és ezek alapján a címereket korhoz, helyhez és címerviselőhöz köti. Ezért egyfajta elméleti címerhatározásnak is tekinthető. A klasszifikációnak és a determinációnak (azaz címerhatározásnak) azonban nem feladata a historizálás, csak a címerek nevekhez kapcsolása, ami nagyban segíti a címerek diakrónikus vizsgálatát. Ha ugyanis egy címert több más címerből állítottak össze, azok a címerhatározás módszereivel egyenként is meghatározhatók. Ez a módszer a rokoni heraldika negyedelt címereinél is hasznosítható, ha azt akarjuk felderíteni, hogy a vizsgált címert mely családok címereit egyesíti.
A historizálás feladata annak bemutatása, hogy egy címer miként jött létre, milyen új elemekkel egészült ki vagy milyen elemeket vesztett el a történeti fejlődése során, milyen más címerekkel vagy ezek részelemeivel egyesült. Ezért a historizálással foglalkozó heraldikusnak ismernie kell a címerviselő család genealógiáját, illetve a vizsgált város történetét. A historizálás tehát a név, a címer típusának, összetételének vizsgálata, valamint elsődlegesen a szülőcímer meghatározása.
Metodológiájával Hefner foglalkozott. Egy adott címer historizálásának menetét három pontban foglalta össze: 1. meg kell adni a címer nevét (Name), fajtáját (Gattung) és származását (Heimat), 2. ki kell mutatni a címer és mezőinek eredetét, 3. amennyiben a címer változásokon ment át az idők folyamán, ezek időpontját is meg kell adni.
A feladattól nem lehet túlságosan eltérni például azáltal, hogy a címer vagy mező azon mellékjegyeit vizsgáljuk, melyek nincsenek azzal szoros összefüggésben, vagy azáltal, hogy helytelen címerleírást alkalmazunk vagy a címer historizálása helyett tulajdonképpen címerkritikát végzünk. Hefner szerint tehát a helyes címerleíráson alapuló historizálást a címerkritikának kell követnie.

Hessen címere, az ún. tarka oroszlán (de: bunter Löve), Türingiai Lajos (1217-1227) őrgróf oroszlánjának és felesége, Szent Erzsébet (1207-1230) hercegnő sávjainak (Árpádok) egyesítése házasságuk alkalmából.
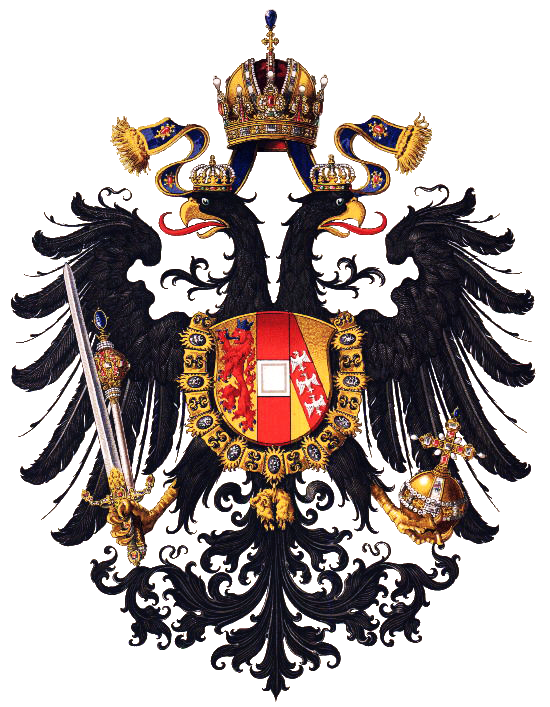
A Habsburg–Lotaringiai család egyesített címere, mely Mária Terézia és I. Ferenc, lotaringiai herceg 1736-os házassága után jött létre. Részelemei: a Habsburgok oroszlánja, az osztrák pólya és a lotaringiai harántpólya alerionokkal
A Habsburgok oroszlánja
Ausztria (illetve a Babenbergek) pólyája
Lotaringia